# 矢高あっぷるカレー
矢高あっぷるカレー（やこうあっぷるカレー）は、栃木県矢板市で販売されているご当地グルメのカレーライスである。
2005年4月29日に矢板市の商工会員の有志飲食店により結成された「カレーの街やいた推進店会」から発売開始されたカレーライスで、矢板市の特産品であるリンゴがルーに使われているのが特徴。
レシピは、地元の栃木県立矢板高等学校（矢高）の生徒が考案し、2018年12月には『やいた黒カレー』を考案した。

## 参考
- 矢高あっぷるカレー - 画像で見る日本の食文化【栃木県編】
- 特集「やいた黒カレー」ができました∼ 高校生が挑んだ 326 日間の記録 ∼ - 広報やいた2019年1月号